# Reserveliste
Reservelisten sind das Ergebnis der von internationalen Organisation durchgeführten Wettbewerbe für die Erlangung einer unbefristeten Anstellung.
Die Reserveliste stellt nur eine Vorauswahl dar. Es besteht keine Garantie dafür, dass den erfolgreichen Bewerber auch tatsächlich eine Stelle angeboten wird. Da die meisten Reservelisten mehrere Jahre lang gültig sind, dürfte dies aber für die meisten Bewerber der Fall sein.

## Europäische Union
Für die meisten Institutionen der Europäischen Union bzw. der Europäischen Gemeinschaften führt das Europäische Amt für Personalauswahl so genannte Concours durch. Fast ohne Ausnahme ist nur über solche Wettbewerbe und die Reserveliste der Zugang in den europäischen Öffentlichen Dienst möglich.
Schon ab Ende 2003 wurden die ersten Wettbewerbe für Staatsbürger der zehn neuen Mitgliedstaaten der Europäischen Union durchgeführt. Die ersten Bewerber aus diesen Ländern konnten durch die Institutionen daher zeitnah nach dem Beitritt am 1. Mai 2004 eingestellt werden.

## Vereinte Nationen
Auch für eine dauerhafte Anstellung bei den Vereinten Nationen werden für Einstiegspositionen des höheren Dienstes Auswahlwettbewerbe durchgeführt. Die erfolgreichen Teilnehmer werden wie bei ESPO auf eine Reserveliste gesetzt.